# 运转手之恋
《運轉手之戀》是一部台灣電影，陳以文、張華坤合導，2000年11月11日上映。
該片得到第37屆金馬獎最佳男配角獎、評審團大獎。以及第三屆法國杜維爾亞洲影展最佳導演獎「金蓮獎」。

## 劇情介紹
蘇大全從小對開車有興趣，家裡經營計程車行，每天都有許多司機聚集。當同年齡的青少年還在無照騎機車的時候，他已經在無照開車了。對他來講，學校成績好不好沒有關係，但若是車開不好或考駕照不能一次過關，那這輩子就沒人瞧得起。
原本只愛車不愛美人的蘇大全突然遇到一見鍾情的愛人，但她是一位交通警察。為了吸引她的注意，從此違規駕駛，罰單成堆，最後終於贏得美人的芳心。 
年輕的計程車司機蘇大全用自己生命講了一個輕鬆的故事。

## 主要演員
- 屈中恆－蘇大全
- 宮澤理惠－莊靜文
- 張嘉年（太保）－蘇周、主角父親
- 程秀瑛－游希子、主角母親
- 蔡燦得－小妹、主角妹妹

## 客串
- 戴立忍－飾演流氓老大
- 蔡岳勳－飾演乘客
- 唐從聖－飾演炫耀假槍給主角看的乘客
- 李立群－飾演乘客基因博士
- 蘇照彬－飾演迎娶小妹的化工博士
- 柯一正－飾演警察局隊長、莊靜文的上司
- 楊少文－飾演警察局組長、莊靜文的上司
- 蔡振南－飾演協調會會長
- 段鈞豪－飾演強盜男
- 李愛綺（原名李嘉，台語女歌手）－飾演強盜女
- 彭曉彤－飾演小妹朋友
- 邱秀敏－飾演阿桑乘客
- 邵昕－飾演與主角媽媽年輕時約會的警察
- 鍾欣凌－飾演孕婦
- 張立威－飾演計程車乘客
- 王琄－飾演資深女警、莊靜文的拍檔
- 明金成－飾演酒醉駕駛
- 蔡照益－飾演車行計程車司機蔡仔
- 連碧東－飾演車行計程車司機阿東
- 許英光－飾演車行計程車司機蟹仔
- 洪議喨－飾演車行計程車駕駛阿亮
- 王君如（王心凌）－飾演檳榔西施[1]
- 陳錫煌－飾演在單行道讓蘇大全先過的年長駕駛

## 電影花絮
- 「運轉手」為日語中「司機」的意思
- 宮澤理惠願意接收邀請演出，是因為看過導演陳以文的舊作「果醬」深受感動而答應演出。[2]
- 宮澤理惠在開片之初，努力練習中文，希望能在片中親自發聲，導演後來還是決定採用配音方式，讓宮澤理惠專心揣摩角色心理。[2]
- 女主角為編劇依天心為本打造[2]
- 編劇蘇照彬家中曾經營過車行，並且自己也曾開過計程車，他依照這些經驗寫成劇本。
- 劇組人員也擔當電影中的角色，諸如電影中各具特色的司機。另外電影開頭的乘客，有些許由劇組人員家人朋友飾演。[3]
- 選擇宮澤理惠為演員有許多因素所組成，導演認為一是她演技不錯，二來是符合劇中蘇大全所說的「第一眼看到就會喜歡的感覺」。第三則是當年在台灣找不著符合條件的女演員，認為台灣已經沒有明星，找誰演都一樣。[4]
- 演員太保飾演男主角爸爸是因為跟導演是舊識，雙方合作過侯孝賢的悲情城市並嫻熟國台語，雖然太保是香港人，但是年輕時在台讀書過。[4]
- 片中的人頭為製片兼導演的張華坤在日本尋找的，並參考某日本導演臉部所製作。[5]
- 導演對原始劇本經過某程度的修改，對於電影結局，也從原本的確定主角蘇大全死亡，靈魂回到家中，發現一切如故；改寫為開放結局。[4]

## 取景點
- 計程車車行的位置於新北市三芝區淡金路一段73號，現在該位置為全家便利商店-三芝吉祥店

- 蘇大全和莊靜文第一次遇到的位置於淡金路五段和六塊厝11-3號(往六塊厝漁港)路口

- 莊靜文上班的警局為淡水分局

## 電影音樂
片尾曲《初戀的少年家》是由羅大佑所創作，收錄於專輯《美麗島》。

## 參展及得獎紀錄
- 2000年第37屆金馬獎最佳男配角獎（太保）、評審團大獎。
- 入圍最佳劇情片、最佳女配角（程秀瑛）、最佳原著劇本（蘇照彬）。
- 第三屆法國杜維爾亞洲影展最佳導演獎(3rd Deauville Asian Film Festival Best Director)[6]
- 洛杉磯影展公開觀摩影片
- 參展第三屆聖第亞哥亞洲影展

## 外部連結
- 開眼電影網上《运转手之恋》的資料（繁體中文）
- 香港影庫上《运转手之恋》的資料（繁體中文）
- 豆瓣电影上《运转手之恋》的資料 （简体中文）
- 时光网上《运转手之恋》的資料（简体中文）
- AllMovie上《运转手之恋》的资料（英文）
- 互联网电影数据库（IMDb）上《运转手之恋》的资料（英文）